# Nanaka 6/17
Nanaka 6/17 (ななか6/17, Nanaka Jūnana-bun no Roku) é um mangá de comporto por 12 tankōbon e uma série de anime com 12 episódios criada por Ken Yagami.
O mangá foi publicado pela Akita Shoten na revista Weekly Shōnen Champion, enquanto o anime foi ao ar na TV Tokyo. A série é licenciada para distribuição nos Estados Unidos pela ADV Films. O mangá foi inicialmente licenciado pelo Studio Ironcat, mas com a falência dele, o mangá nunca foi totalmente publicado.

## História[2]
A história centra-se em uma fria e distante menina de 17 anos de idade, Nanaka Kirisato, que só se preocupa com estudar para tirar boas notas na escola e ser aceita em uma boa faculdade. Nenji, seu amigo de infância, não se importa muito com a escola e, muitas vezes, eles entram em brigas.
Logo, Nanaka tem um acidente que faz com que sua mente e memórias sejam revertetidas para o tempo quando ela tinha 6 anos de idade. Nenji acaba se tornando babá de Nanaka até que eles podem encontrar uma maneira de transformá-la de volta para sua personalidade normal, de uma garota com 17 anos de idade, o que provoca situações de conflito e comédia.

## Personagens

### Principais
- Nanaka Kirisato (霧里七華)

Nanaka é uma estudante colegial. Para ela, estudar é a coisa mais importante no mundo, então ela tem poucos amigos. Um dia, depois de uma briga com Nenji, ela cai de uma escada. Isto faz com que sua memória volte no tempo, e ela haja como uma menina de 6 anos. Esta Nanaka de 6 anos de idade, é encrenqueira e muito espirituosa, obcecada em anime para crianças e em um programa de TV chamado Magical Domiko. A Nanaka de seis anos de idade gosta de dizer as palavras "hayaya" e "hawawa", e é reconhecida por sua trança lateral e olhos maiores.
- Nenji Nagihara (凪原稔二)

Nenji é colega de Nanaka e amigo de infância dela. Ele é um delinquente, mas depois do acidente de Nanaka, ele parece se acalmar um pouco. O pai de Nanaka pede para ele manter em segredo o acidente de Nanaka e para ele cuidar dela na escola. Nenji é ocasionalmente referido como "Wild Hair Nenji" por alguns dos outros personagens, porque ele tem cabelo espetado, tipico de personagem Shonen.
- Yuriko Amemiya (雨宮ゆり子)

Yuriko é colega de Nanaka. Geralmente chamada pelo seu sobrenome por outros alunos, ela é uma estudante de honra, e um modelo para diversas meninas, o que Nanaka não gosta. Ela descobre o segredo de Nanaka por acidente. Nenji confia nela para ajudar a manter o segredo do Nanaka. Com o tempo que acabam ficando jumtos, ela se apaixona por Nenji e também se torna mais gentil com Nanaka.

### Secundários
- Jinpachi Arashiyama (嵐山甚八)

Jinpachi também é um delinquente e rival de Nenji. Ele sempre luta com Nenji, mas, devido à maturidade recente de Nenji, ele fica irritado com ele. Em um exemplo, quando Jinpachi lutou com Nenji, Nanaka parou ele de forma surpreendente, o que fez com que Jinpachi se apaixonasse por Nanaka.
- Satsuki Arashiyama (嵐山五月)

Satsuki é a irmã mais nova de Jinpachi. Ela é uma especialista em naginata. Após Nanaka resgatar ela (acidentalmente), ela chama Nanaka de Nanaka Oneesama (um termo elegante para irmã mais velha, significa "minha senhora respeitada"). E ela considera Nenji como um inimigo de Nanaka, então ela ataca Nenji com sua naginata. Ela também ataca seu irmão com sua naginata com sua frase mais famosa "You're wide open!".
- Kuriko Aratama (霰玉九里子)

Kuriko é uma estudante do jardim de infância. Quando Nenji salvou ela de garotos que praticavam bulliyng com ela, ela se apaixona por Nenji. Ela considera Nanaka como uma rival no amor.

## Episódios
| Episódio | Titulo                                                                              | Data de Lançamento |
| -------- | ----------------------------------------------------------------------------------- | ------------------ |
| 1        | Nanaka Kirisato, 6 Anos! / Kirisato Nanaka Roku-sai! (「きりさとななか、６さい！」) | 2003-01-08         |
| 2        | Nanaka Pianista / Pianisuto Nanaka (「ピアニストななか」)                           | 2003-01-15         |
| 3        | Nanaka, a Grande Irmã / Onee-sama Nanaka (「おねえさまななか」)                     | 2003-01-22         |
| 4        | 3 Pessoas e Um Bom Relacionamento / 3-nin Nakayoshi Nanaka (「３人なかよしななか」) | 2003-01-29         |
| 5        | Os Três Aniversários de Nanaka / 3-nin Dehto Nanaka (「３人デートななか」)          | 2003-02-12         |
| 6        | A Excursão Escolar de Nanaka (「修学旅行ななか」)                                   | 2003-02-12         |
| 7        | Continuando a Viagem de Nanaka (「旅行の続きななか」)                               | 2003-02-19         |
| 8        | Nanaka Enfermeira / Nurse na Nanaka (「ナースなななか」)                            | 2003-02-26         |
| 9        | O Festival Cultural de Nanaka (「文化祭ななか」)                                    | 2003-03-05         |
| 10       | De Nanaka Para Nanaka / Nanaka Kara Nanaka (「七華からななか」)                     | 2003-03-12         |
| 11       | Domikaru Nanaka (「ドミかるななか」)                                                | 2003-03-19         |
| 12       | Nanaka Kirisato, 17 Anos / Kirisato Nanaka Juu-Nana-sai (「霧里七華17歳」)          | 2003-03-26         |
| 13       | A Distração de Nanaka                                                               | N/A                |